# Segona divisió espanyola de futbol 1948-1949
Resum de l'activitat de la temporada 1948-1949 de la Segona divisió espanyola de futbol.

## Clubs participants
| Club              | Ciutat               | Estadi                 |
| ----------------- | -------------------- | ---------------------- |
| CF Badalona       | Badalona             | Avinguda de Navarra    |
| Club Barakaldo    | Barakaldo            | Lasesarre              |
| CE Castelló       | Castelló de la Plana | Castalia               |
| Girona CF         | Girona               | Vista Alegre           |
| Real Gijón        | Gijón                | El Molinón             |
| Club Ferrol       | Ferrol               | Inferniño              |
| Granada CF        | Granada              | Los Cármenes           |
| Hèrcules CF       | Alacant              | La Viña                |
| Llevant UE        | València             | Vallejo                |
| CD Málaga         | Màlaga               | La Rosaleda            |
| CD Mestalla       | València             | Mestalla               |
| Reial Múrcia      | Múrcia               | Estadi de La Condomina |
| Reial Societat    | Sant Sebastià        | Atotxa                 |
| Real Santander SD | Santander            | El Sardinero           |

## Classificació
| Pos | Equip                 | PJ | PG | PE | PP | GF | GC | DG  | Pts | Promoció o classificació |
| --- | --------------------- | -- | -- | -- | -- | -- | -- | --- | --- | ------------------------ |
| 1   | Reial Societat (C, P) | 26 | 17 | 1  | 8  | 80 | 41 | +39 | 35  | Ascens a Primera Divisió |
| 2   | Málaga (P)            | 26 | 15 | 5  | 6  | 73 | 33 | +40 | 35  | Ascens a Primera Divisió |
| 3   | Granada CF            | 26 | 16 | 3  | 7  | 50 | 37 | +13 | 35  |                          |
| 4   | Hèrcules CF           | 26 | 14 | 4  | 8  | 64 | 53 | +11 | 32  |                          |
| 5   | Barakaldo CF          | 26 | 13 | 3  | 10 | 48 | 37 | +11 | 29  |                          |
| 6   | Real Gijón            | 26 | 12 | 5  | 9  | 56 | 44 | +12 | 29  |                          |
| 7   | Reial Múrcia          | 26 | 12 | 2  | 12 | 51 | 71 | −20 | 26  |                          |
| 8   | CE Castelló           | 26 | 11 | 2  | 13 | 47 | 61 | −14 | 24  |                          |
| 9   | Llevant UE            | 26 | 9  | 4  | 13 | 48 | 53 | −5  | 22  |                          |
| 10  | Girona FC             | 26 | 10 | 2  | 14 | 45 | 53 | −8  | 22  |                          |
| 11  | Real Santander        | 26 | 8  | 5  | 13 | 50 | 67 | −17 | 21  |                          |
| 12  | Mestalla              | 26 | 9  | 2  | 15 | 43 | 50 | −7  | 20  |                          |
| 13  | CF Badalona           | 26 | 8  | 3  | 15 | 40 | 63 | −23 | 19  | Promoció de descens      |
| 14  | Ferrol                | 26 | 6  | 3  | 17 | 39 | 71 | −32 | 15  | Promoció de descens      |

## Resultats
| Casa \ Fora    | BAD | BAR | CAS | GIR | GRA | HER | LEV | CDM | MES | MUR | RFE | RAC | SPO | RSO |
| -------------- | --- | --- | --- | --- | --- | --- | --- | --- | --- | --- | --- | --- | --- | --- |
| CF Badalona    | —   | 1–2 | 4–1 | 0–3 | 2–0 | 3–4 | 3–2 | 2–2 | 2–1 | 3–0 | 2–1 | 1–1 | 1–1 | 2–1 |
| Barakaldo CF   | 3–1 | —   | 6–1 | 3–0 | 5–1 | 3–0 | 2–1 | 3–2 | 6–2 | 3–0 | 2–0 | 2–3 | 1–0 | 1–2 |
| CE Castelló    | 2–1 | 0–2 | —   | 3–1 | 1–0 | 1–2 | 1–2 | 1–1 | 1–0 | 4–0 | 3–2 | 3–2 | 4–1 | 3–1 |
| Girona FC      | 5–0 | 0–0 | 2–3 | —   | 0–1 | 2–0 | 5–1 | 2–2 | 2–1 | 2–1 | 4–1 | 4–0 | 4–2 | 4–1 |
| Granada CF     | 4–2 | 3–1 | 1–0 | 3–0 | —   | 1–1 | 3–0 | 1–0 | 4–2 | 5–1 | 3–0 | 3–0 | 1–0 | 3–0 |
| Hèrcules CF    | 2–1 | 2–0 | 5–3 | 2–0 | 3–3 | —   | 4–2 | 3–0 | 4–1 | 8–2 | 0–1 | 4–1 | 3–1 | 4–2 |
| Llevant UE     | 4–0 | 1–1 | 4–1 | 4–0 | 2–3 | 1–1 | —   | 2–3 | 1–0 | 2–2 | 5–2 | 3–1 | 1–1 | 1–2 |
| Málaga         | 6–1 | 3–0 | 1–0 | 4–2 | 5–0 | 1–0 | 5–0 | —   | 1–1 | 8–0 | 6–2 | 7–1 | 3–0 | 3–1 |
| Mestalla       | 3–2 | 2–0 | 3–1 | 3–1 | 1–2 | 1–1 | 1–0 | 0–1 | —   | 2–0 | 6–1 | 4–2 | 2–3 | 1–3 |
| Reial Múrcia   | 1–2 | 5–1 | 2–0 | 3–0 | 2–1 | 5–1 | 1–3 | 1–0 | 4–3 | —   | 6–2 | 4–1 | 3–2 | 3–0 |
| Ferrol         | 4–0 | 1–0 | 2–4 | 1–0 | 1–1 | 0–1 | 0–1 | 1–5 | 3–0 | 2–3 | —   | 2–2 | 3–3 | 3–4 |
| Real Santander | 1–0 | 2–0 | 4–4 | 7–1 | 1–2 | 6–5 | 5–1 | 2–2 | 0–1 | 2–2 | 1–2 | —   | 3–2 | 2–0 |
| Real Gijón     | 5–3 | 0–0 | 5–2 | 2–0 | 2–0 | 3–2 | 2–1 | 2–1 | 3–2 | 7–0 | 6–1 | 3–0 | —   | 0–0 |
| Reial Societat | 4–1 | 4–1 | 7–0 | 5–1 | 5–1 | 9–2 | 4–3 | 5–1 | 2–0 | 7–0 | 3–1 | 5–0 | 3–0 | —   |

| Golejador          | Gols | Equip          |
| ------------------ | ---- | -------------- |
| Pedro Bazán        | 26   | Málaga         |
| Juan Morales       | 24   | Granada CF     |
| Calsita            | 24   | Hèrcules CF    |
| José Caeiro        | 23   | Reial Societat |
| Francisco Mamblona | 23   | CE Castelló    |

| Porter              | Gols | Partits | Mitjana | Equip          |
| ------------------- | ---- | ------- | ------- | -------------- |
| Candi               | 22   | 19      | 1.16    | Granada CF     |
| Cayetano Gana       | 34   | 25      | 1.36    | Barakaldo CF   |
| José María Munárriz | 21   | 15      | 1.4     | Real Gijón     |
| Cesáreo López       | 30   | 20      | 1.5     | Málaga         |
| Joan Bagur          | 41   | 26      | 1.58    | Reial Societat |

## Promoció de descens
Els dos últims classificats de Segona una promoció en format lliga davant els tercers classificats de cadascun dels grups de Tercera Divisió. Posteriorment en finalitzar la temporada es va decidir ampliar encara més la categoria fins a 32 equips i la promoció quedà sense cap efecte.

### Grup 1
| Pos | Equip              | PJ | PG | PE | PP | GF | GC | DG | Pts |
| --- | ------------------ | -- | -- | -- | -- | -- | -- | -- | --- |
| 1   | CD Numancia (O, P) | 6  | 4  | 0  | 2  | 14 | 17 | −3 | 8   |
| 2   | Ferrol             | 6  | 3  | 1  | 2  | 15 | 10 | +5 | 7   |
| 3   | Lucense (P)        | 6  | 3  | 1  | 2  | 11 | 9  | +2 | 7   |
| 4   | Erandio (P)        | 6  | 1  | 0  | 5  | 10 | 14 | −4 | 2   |

| Casa \ Fora | ERA | LUC | NUM | RFE |
| ----------- | --- | --- | --- | --- |
| Erandio     | —   | 0–2 | 2–3 | 4–0 |
| Lucense     | 2–1 | —   | 5–1 | 1–1 |
| CD Numancia | 4–1 | 3–1 | —   | 2–1 |
| Ferrol      | 3–2 | 3–0 | 7–1 | —   |

### Grup 2
| Pos | Equip            | PJ | PG | PE | PP | GF | GC | DG  | Pts |
| --- | ---------------- | -- | -- | -- | -- | -- | -- | --- | --- |
| 1   | Linense (O, P)   | 6  | 3  | 1  | 2  | 13 | 11 | +2  | 7   |
| 2   | RCD Mallorca (P) | 6  | 3  | 0  | 3  | 17 | 10 | +7  | 6   |
| 3   | CF Badalona      | 6  | 3  | 0  | 3  | 19 | 13 | +6  | 6   |
| 4   | Cartagena (P)    | 6  | 2  | 1  | 3  | 11 | 26 | −15 | 5   |

| Casa \ Fora  | BAD | CAR | LNS | MAL |
| ------------ | --- | --- | --- | --- |
| CF Badalona  | —   | 5–1 | 4–0 | 5–2 |
| Cartagena    | 4–3 | —   | 2–2 | 3–2 |
| Linense      | 3–2 | 6–1 | —   | 2–0 |
| RCD Mallorca | 3–0 | 8–0 | 2–0 | —   |

## Resultats finals
- Campió: Reial Societat.
- Ascens a Primera divisió: Reial Societat, CD Málaga.
- Descens a Segona divisió: CE Alcoià, CE Sabadell FC.
- Ascens a Segona divisió: Albacete Balompié, Arosa SC, Atlético Tetuán, Cartagena CF, RCD Córdoba, Elx CF, Club Erandio, Gimnástica de Torrelavega, UE Lleida, RB Linense, SG Lucense, RCD Mallorca, CD Numancia, UD Orensana, Atlético Osasuna, AD Plus Ultra, UD Salamanca i Zaragoza CF.
- Descens a Tercera divisió: No hi va haver descensos per l'ampliació de la categoria.